# Tunnel de Sutro

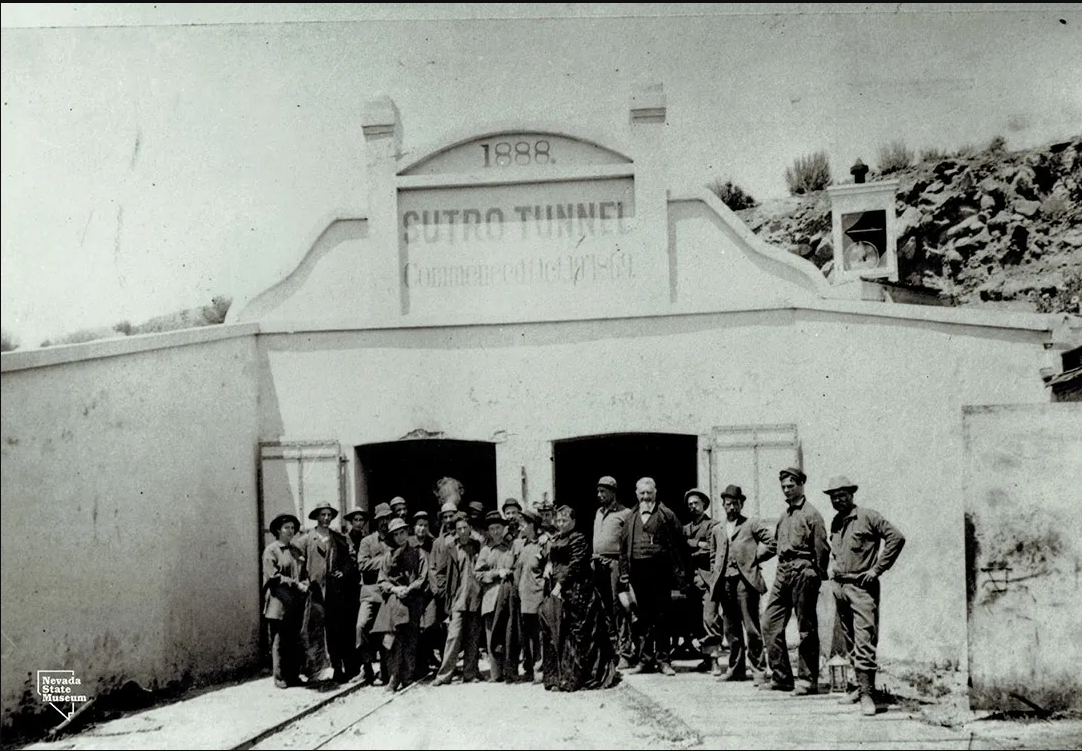
La façade du tunnel de Sutro en 1888, peu de temps après sa construction.

Le tunnel de Sutro est un tunnel de drainage minier de six kilomètres de long, sans compter les puits d'aération et les galeries transversales, situé sous le gisement aurifère et argentifère de Comstock Lode dans le Nevada, non loin de la ville de Virginia City. Creusé de 1869 à 1878 par l'ingénieur allemand Adolph Heinrich Joseph Sutro (1830 – 1898), il a permis l'aération des galeries et l'irrigation des terres agricoles environnantes, par l'eau de la montagne ainsi drainée.

## Histoire
Le tunnel de Sutro a reçu une autorisation fédérale en 1866, mais n'a pas été creusé par manque d'argent. En avril 1869, un incendie au fond des galeries tue trente-sept mineurs, soulignant le fait que le tunnel pourrait sauver des vies humaines. Le tunnel de Sutro a alors été creusé par la compagnie du tunnel, cotée en Bourse de San Francisco, qui a levé 3 millions de dollars par une augmentation de capital.
Des tunnels latéraux ont été également créés pour augmenter le drainage et la ventilation des galeries de mines. Son concepteur, a vendu ses actions dès la fin des travaux, en 1878 et est ensuite parti à San Francisco, pour investir dans l'immobilier puis devenir maire de cette ville. Vers 1881 les mines ne rapportent plus autant car les gisements commencent à décliner.